# Blaubart-Helmkolibri
Der Blaubart-Helmkolibri (Oxypogon cyanolaemus) ist eine Kolibriart aus der Gattung der Helmkolibris (Oxypogon), die in der Sierra Nevada de Santa Marta im Nordosten Kolumbiens endemisch ist. Sie galt von 1946 bis 2015 als verschollen.

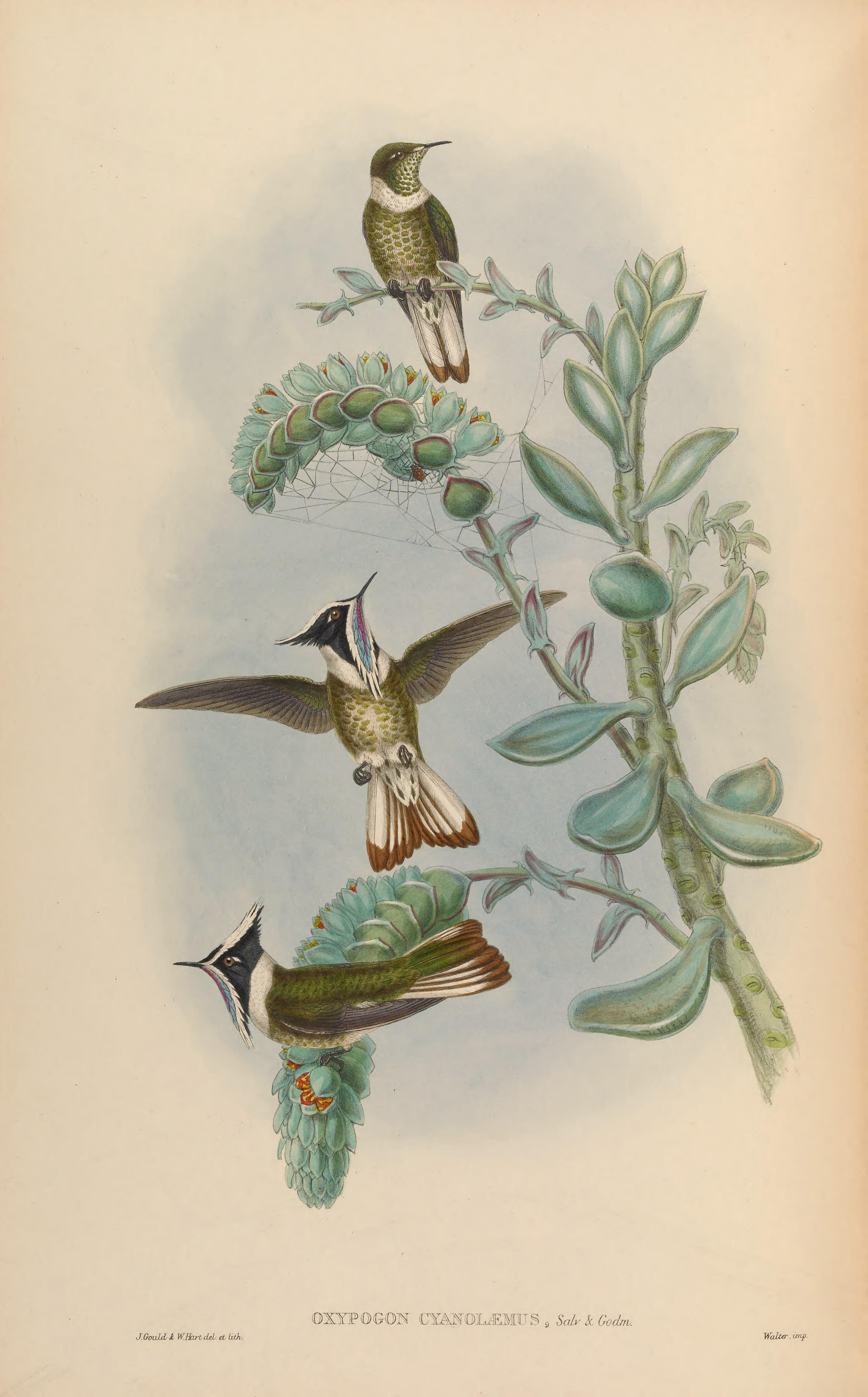
Blaubart-Helmkolibri, Illustration von John Gould (1883)

Verbreitungsgebiet des Blaubart-Helmkolibris (grün)

## Merkmale
Der Blaubart-Helmkolibri erreicht eine Länge von 11,2 bis 12,7 cm. Er hat einen sehr kurzen Schnabel von ungefähr 0,8 cm Länge. Die Oberseite ist hauptsächlich olivgrün. Der hervorstehende schwarz-weiße Kamm ist lang, spitz und struppig. Die verlängerten Halsfedern bilden einen weißen „Bart“. Ein deutlicher, weißer Rahmen im Gesicht verläuft vom Hinterkopf, um die Ohrdecken bis zu den Brustseiten. Der „Bart“ ist durch einen violett-blauen Mittelstreifen gekennzeichnet. Die Kopfseiten sind dunkel. Der breite Kragen ist grauweiß. Die übrige Unterseite ist schmutzig grauweiß. Die Brust ist grau geschuppt mit vereinzelten olivfarbenen Scheiben. Steiß und Unterschwanzdecken sind grauweiß. Der verhältnismäßig lange Schwanz ist leicht gegabelt.

## Status
Der Blaubart-Helmkolibri war lange nur von 62 Museumsexemplaren bekannt, die zwischen 1879 und 1946 gesammelt wurden. In der Folgezeit scheiterten Expeditionen zur Wiederentdeckung der Art, darunter zwischen 1999 und 2003, im Februar 2007 durch Niels Krabbe und 2011. Im März 2015 gelang es schließlich den kolumbianischen Ornithologen Carlos Julio Rojas und Christian Vasquez von der Naturschutzorganisation Fundacíon ProAves drei Exemplare des Blaubart-Helmkolibris zu beobachten und zu fotografieren. Die beiden Wissenschaftler untersuchten die Auswirkungen von Feuern, die von Viehzüchtern vom indigenen Volk der Kogi im Páramo, einem Ökosystem im südamerikanischen Hochgebirge, gelegt wurden, auf die Fauna. In dem weniger als zehn Hektar großen Areal waren nur noch wenige Flecken mit natürlicher Vegetation bedeckt. Die übrige Fläche war verkohlt. Für verwandte Arten der Gattung Oxypogon gilt der Nektar der Korbblütlergattung Espeletia als Hauptnahrungsquelle. Im Untersuchungsgebiet haben jedoch nur vereinzelte Espeletia-Exemplare die Feuer überstanden. Der Blaubart-Helmkolbiri wurde 2014 in die Kategorie „vom Aussterben bedroht“ (critically endangered) der IUCN Red List aufgenommen. Als größte Gefährdung gilt die Nutzung des Páramos als Weideland, das Abbrennen der Vegetation und der dadurch verursachte Verlust von Futterpflanzen wie Espeletia oder Libanothamnus occultus.

## Systematik
Der Blaubart-Helmkolibri wurde 1880 von Osbert Salvin und Frederick DuCane Godman als eigenständige Art beschrieben, in der Folgezeit jedoch bis 2013 als eine der vier Unterarten des Grünbart-Helmkolibris (Oxypogon guerinii) angesehen. Unterschiede in der Gefiederfärbung sowie in der Kamm- und Schwanzlänge haben die Ornithologen Nigel Collar und Paul Salaman dazu veranlasst, den Blaubart-Helmkolibri erneut in den Artstatus zu erheben. Dieser Auffassung haben sich ab 2014 die IUCN, BirdLife International, der International Ornithological Congress, das South American Classification Committee sowie mehrere Checklisten angeschlossen.

## Etymologie und Forschungsgeschichte
Osbert Salvin und Frederick DuCane Godman beschrieben den Blaubart-Helmkolibri unter dem heutigen Namen Oxypogon cyanolæmus. Als Fundort für das Typusexemplar, das der Geograph Frederic A. A. Simons im Jahr 1879 gesammelt hatte, gaben sie die Sierra Nevada de Santa Marta an. Bereits 1848 hatte John Gould den Gattungsnamen Oxypogon für den Grünbart-Helmkolibri (Oxypogon guerinii) und den Weißbart-Helmkolibri (Oxypogon lindenii) eingeführt. Dieser Begriff leitet sich von den altgriechischen Wörtern ὀξύς oxýs für „scharf, spitz“ und πώγων pṓgōn für „Bart“ ab. Das Artepitheton leitet sich gleichfalls von altgriechischen Wörtern ab, κυανός kyanós für „dunkelblau“ und λαιμός laimós für „Kehle“.